# بيدرو جيل غوميز
بيدرو جيل غوميز (بالإسبانية: Pedro Gil Gómez)‏ هو لاعب هوكي التزلج ‏ إسباني، ولد في 13 ديسمبر 1980 في سان ساتورنينو دي نويا في إسبانيا.